# Myotis emarginatus
El murciélago ratonero pardo (Myotis emarginatus) es un quiróptero del género Myotis, de la familia Vespertilionidae. También llamado murciélago de oreja partida o murciélago de Geoffroy. 
Es un murciélago de tamaño mediano-pequeño, con orejas de longitud media y con una escotadura, en las orejas, más marcada que en otras especies, tiene el trago corto y puntiagudo. Pelaje de aspecto lanoso, de color rubio rojizo en el dorso y amarillento en el vientre. El plagiopatagio se inserta en la base del dedo más externo del pie. Los especímenes jóvenes son más oscuros, sin tonos rojizos. Las hembras son de mayor tamaño y peso, las medidas varían entre los 37,8-39,7 mm de los machos a los 39,9-42,6 mm de las hembras y el peso entre los 7,4-10 g de los machos y los 8,5-11,5 g de las hembras. Utiliza pulsos de FM, de características variables, por lo que resulta muy difícil diferenciarlo de otras especies de Myotis pequeños. Su fórmula dentaria es {\displaystyle {\frac {2.1.3.3}{3.1.3.3}}}.

## Distribución
Se distribuye por el centro y sur de Europa, suroeste y centro de Asia y norte de África. El límite norte en Europa se encuentra en los Países Bajos, sur de Alemania, República Checa y Eslovaquia. Está presente en toda la península ibérica y en Menorca aunque es poco frecuente.

## Hábitat
Es un murciélago de costumbres cavernícolas. Las colonias de cría están compuestas solo de hembras y suelen oscilar entre varias decenas y dos centenares. Forma colonias mixtas con Rhinolophus euryale, Rhinolophus mehelyi o Rhinolophus ferrumequinum al sur de la Península, mientras en Aragón se le encuentra con Myotis nattereri.
Al contrario que en Europa central donde forman colonias para la hibernación, en España desaparecen durante el invierno y excepto algún ejemplar aislado no vuelven a ser vistos en los refugios hasta la primavera.
Vive en todo tipo de ecosistemas, aunque evita los bosques muy cerrados. Se ve favorecido por una orografía accidentada. Presente desde el nivel del mar hasta por encima de los 1000 m, llegando hasta los 1780 m en la Sierra de Baza (Granada).[cita requerida]

## Amenazas
El tratamiento de la madera de los desvanes en las poblaciones del norte de España, por las molestias y la toxicidad de los organoclorados habitualmente empleados. Además sufren las amenazas generales para los murciélagos cavernícolas: creciente turismo de aventura, actos vandálicos, cierres inapropiados, etc.

### Medidas de conservación
- El uso de permetrinas en lugar de organoclorados para el tratamiento de la madera ha dado buenos resultados.
- En La Rioja se subvenciona con 30€/individuo (hasta 1.500€) a los particulares que tengan colonias de esta especie en sus propiedades.[3]
- En Navarra el valor de cada murciélago es de 120€[4]
- En Andalucía y Castilla-La Mancha, se han cerrado refugios o se han creado microrreservas.[5]